# Cynara algarbiensis
Cynara algarbiensis é uma espécie de planta com flor pertencente à família Asteraceae. 
A autoridade científica da espécie é Mariz, tendo sido publicada em Consp. Fl. Eur. 2: 403. 1879.

## Portugal
Trata-se de uma espécie presente no território português, nomeadamente em Portugal Continental.
Em termos de naturalidade é endémica da Península Ibérica.

## Protecção
Não se encontra protegida por legislação portuguesa ou da Comunidade Europeia.